# 18910 Ноланрейс
18910 Ноланрейс (18910 Nolanreis) — астероїд головного поясу, відкритий 31 липня 2000 року.
Тіссеранів параметр щодо Юпітера — 3,626.